# Tutsi
I tutsi (in kirundi ed in kinyarwanda Abatutsi AFI: [ɑβɑtuːt͡si]; impropriamente noti anche come vatussi o watussi AFI: /vaˈtussi/) sono, insieme a Twa e Hutu, una delle tre etnie delle nazioni di Ruanda e Burundi nella regione africana dei Grandi Laghi.

## Classificazione
In Burundi, gli Abatutsi sono suddivisi in due gruppi ben distinti: gli Abanyaruguru e gli Abahima. Gli Abanyaruguru (in kirundi, "Quelli in alto") sono localizzati nella regione di Muramvya. Nel Burundi tradizionale erano coloro che erano investiti di cariche regali importanti ed il re poteva scegliere tra essi la propria sposa. Gli Abahima, chiamati anche "quelli di Bururi" perché abitano in quella zona, sono considerati una sottoclasse e possedevano solo cariche marginali, erano tenuti in disparte ed erano colpiti da numerosi divieti, tra cui quello di non poter offrire una moglie al re. I primi presidenti della repubblica, a partire da Michel Micombero nel 1966, erano Hima.
I Baganwa, la dinastia regale, sono detti Inda y'ingoma, cioè figli del tamburo (il tamburo in Burundi è il simbolo della regalità), e sono i principi di sangue reale. Essi erano nati per il potere; oltre a fornire il mwami, governavano buona parte delle terre del regno, però quelle lontane dalle capitali reali. Talvolta sono considerati una classe a parte, anzi al di sopra delle altre; talvolta una classe tutsi, talvolta una classe Hutu discendente dal clan Muhanza.
Un altro clan a sé stante sono i Basapfu. Originariamente erano degli Hima di statuto gerarchico elevato. La tradizione tramanda che vennero massacrati tutti dal clan Abongera su ordine del re, omettendo però di specificare il motivo. Solo un ragazzo si salvò, nascondendosi in un canneto (sapfu in kirundi); egli, scoperto, venne portato a corte e messo sotto protezione di Ntare, che lo chiamò Musapfu. Oggi i Basapfu non sono considerati né Banyaruguru, né Bahima e godono di alta considerazione sociale, anche se il loro prestigio è stato oscurato da alleanze con Michel Micombero; Artemon Simbananiye, ministro ed artefice del famigerato plan Simbananiye per lo sterminio dei Bahutu, era un musapfu.

## La questione razziale
Oggi la validità del termine Tutsi come indicativo di un'etnia distinta da quella Hutu è oggetto di un considerevole dibattito. Alcuni ricercatori credono che ci sia poca o nessuna differenza tra i due gruppi e che le differenze esistenti possano essere spiegate dalle strutture sociali nella regione dei Grandi Laghi. La maggior parte delle differenze tra i gruppi sono sociali, economiche e culturali, e sono riconducibili a diverse professioni: gli hutu sono tradizionalmente considerati agricoltori, mentre i tutsi sono allevatori di bestiame. Sebbene siano una minoranza, i tutsi sono stati definiti da una letteratura coloniale come una classe sociale elevata, a causa dell'alto valore che la loro cultura assegna al bestiame. Nonostante questo, la maggior parte dei ruandesi si qualifica oggi come tutsi o hutu.
Tutsi non è in verità una parola, ma un radicale. Nella lingua kinyarwanda ed in kirundi un singolo tutsi è chiamato umututsi e più di uno (il plurale) è abatutsi. Il Bututsi è una regione del Burundi in provincia di Bururi.

## Differenze di statura
Gli abatutsi sono stati definiti dalla letteratura coloniale di statura alta, mentre i Twa sono tradizionalmente ritratti bassi e gli Hutu sono di statura media. Queste differenze possono essere attribuite a fattori nutrizionali. Differenze fisiche esistono quasi altrettanto all'interno del gruppo Twa, che tra Tutsi e Hutu. Oggi, anche agli occhi di un abitante del Burundi o del Rwanda, non è possibile distinguere la differenza somatica tra un hutu o un tutsi: la differenza viene riconosciuta dall'origine familiare.

## Cultura

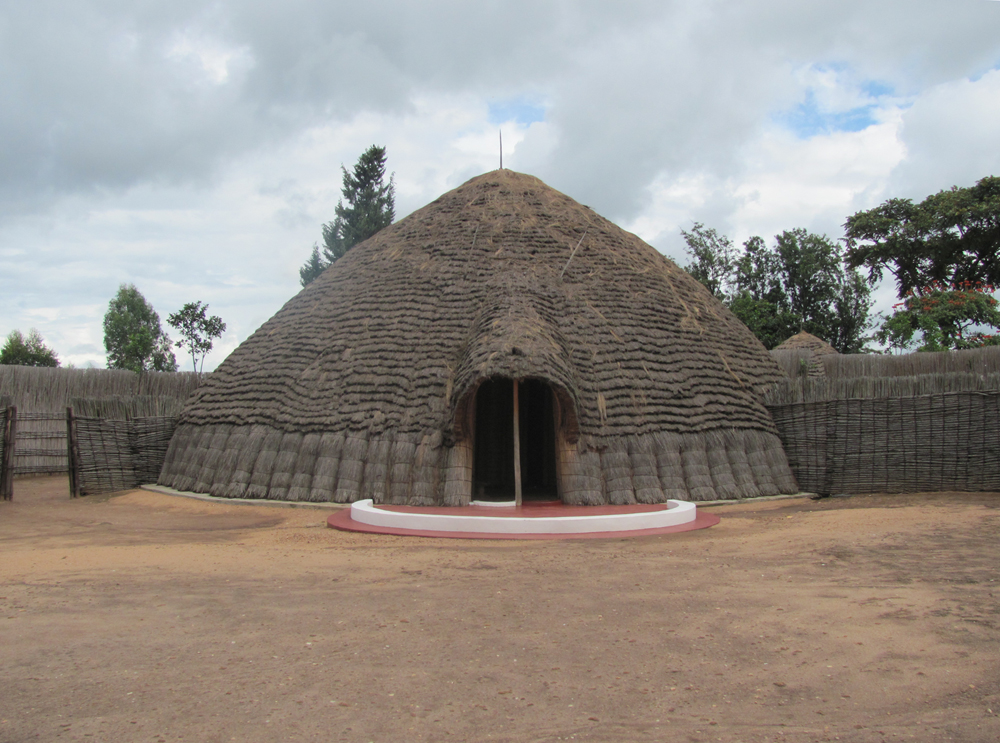
Tradizionale palazzo del re dei Tutsi a Nyanza, Ruanda

Vi è poca differenza tra la cultura dei Tutsi e quella degli Hutu e i due gruppi parlano la stessa lingua, praticano la stessa religione, vivono l'uno accanto all'altro. Queste significative somiglianze portano molti a concludere che Tutsi è un'espressione di classe o di casta, piuttosto che di etnia. Gli esperti discutono ancora se queste somiglianze tra Hutu e Tutsi derivino da un'origine comune, oppure da un elevato tasso di matrimoni misti.
Tradizionalmente il re, l'umwami, appartenente al clan tutsi degli Abaganwa, regnò a partire dal XV secolo fino al 1961, quando la monarchia fu abolita dai Belgi, dietro la spinta sia dei Tutsi sia degli Hutu.
Tradizionalmente il tasso di matrimoni misti è stato molto alto e le relazioni tra i gruppi erano generalmente pacifiche fino al Ventesimo secolo.
Con la scomparsa della monarchia, il Ruanda è stato governato da un presidente hutu, mentre il Burundi da presidenti tutsi della famiglia Bahima, che si sono succeduti mediante colpi di stato.

## Colonialismo, indipendenza e genocidio
Sia la Germania (anteriormente alla prima guerra mondiale) sia il Belgio dominarono l'area in regime coloniale. Furono i colonialisti belgi a creare le nozioni di due diverse razze, anziché caste. Quando i Belgi rilevarono la colonia dai Tedeschi, nel 1916, pensarono che essa sarebbe stata meglio governata se avessero organizzato gerarchicamente le diverse razze. Consideravano gli Hutu alla stregua di bambini bisognosi di una guida e videro dunque nei Tutsi una possibile e opportuna "razza" superiore.
Curiosamente, nel 1959 la gerarchia sociale stabilita dai Belgi fu capovolta e furono gli Hutu ad essere considerati il gruppo più elevato. Nel 1962 il Burundi ottiene la piena indipendenza: si svolgono libere elezioni. La tensione sociale, dopo il ritiro dei belgi, è altissima. Fra il 24 e il 28 dicembre del 1963 in Ruanda avvenne ciò che Bertrand Russell indicò come "i massacri più atroci cui siamo venuti a conoscenza dai tempi dello sterminio degli Ebrei": migliaia (forse decine di migliaia) di Tutsi furono sterminati dagli Hutu, per gli stessi motivi che avrebbero scatenato il genocidio del 1994. Nel Burundi tradizionale non si hanno invece notizie di conflitti "etnici": i soli conflitti riguardavano la spartizione del potere ed erano tutti interni al succitato clan, che non ha mai dato prova di coesione.